# Cytometrie in vivo
Cytometrie in vivo je odnož cytometrie provádějící neinvazivní měření buněk přímo v živém organismu. Cytometrie je metoda využívaná k separaci či popisu částic v směsi. Jedná se o hojně užívanou metodu například v hematologii při vyšetření krve či odhalení rakovinotvorných elementů, ve vědeckém výzkumu se jedná o jednu ze základních analytických metod. Dosavadní klinická průtoková cytometrie využívaná in vitro, tzn. z odebraných vzorků, měření, což s sebou přináší jisté limitace diagnózy.[ujasnit]

## Limity cytometrie in vitro
Jedná se o experimentální artefakty zapříčiněné extrakcí vzorků z živé tkáně. Může se změnit například tvar buňky nebo její specifický povrch. Dále, jelikož se jedná pouze o vzorek, má cytometrie in vitro nižší citlivost. To se může projevit například na diagnóze nádorového onemocnění CTC (circulating tumor cells, rakovinné buňky cirkulující v krevním oběhu), molekuly s nízkou koncentrací v krvi, které mohou přispět v odhalení onemocnění v dostatečně raném stádiu. Dalším problémem je délka přípravy samotných vzorků a s tím související zpoždění diagnózy. Měření in vivo tyto artefakty vylučuje. Potenciálně lze totiž změřit celý objem pacientovy krve a zároveň se jedná o buňky v aktuálním stadiu ve fyziologických podmínkách.  Dále sledování buněk v přirozeném prostředí může odhalit nové imunologické a metabolické funkce buněk.

## Principy cytometrie in vivo
Jednou z možností je spojení konfokální mikroskopie a průtokové cytometrie. Jednotlivé buňky jsou značeny neinvazivní fluorescencí, která umožňuje rozeznávat například právě nádorové buňky. Jinou možností je využití přirozené fluorescence některých buněčných elementů. Značené buňky potom prochází paprskem laseru vedeným přes cévu, změny jsou měřeny detektory, jako u cytometrie in vitro. Mezi další metody cytometrie in vivo patří měření pomocí fototermálních a fotoakustických čoček. V tomto případě není nutné žádné barvení buněk, nezářivá energie se uvolní po osvícení laserem a je měřena ultrazvukovým detektorem. Jedná se o nejméně invazivní, netoxickou a dostatečně citlivou metodu, která je schopna měřit i v cévách několik centimetrů pod povrchem kůže. Neposlední potenciální metodou je sledování nádorových buněk podle rozptylu světla. 

## Objev
Nejvýznamnějším přispěvatelem v tomto oboru byly vědecká skupina Vladimira Zharova na Arkansasské univerzitě (University of Arkansas for Medical Sciences) a tým Charlese Lina ve Wellmanově centru pro fotomedicínu v Massachusetts. Obě tyto skupiny využívaly jak fluorescenční, tak fototermální metody. Dnes se cytometrií in vivo zabývá několik vědeckých skupin a vychází mnohé publikace na tuto problematiku. 

## Využití
Cytometrie in vivo zatím není používaná v klinické praxi. Jedná se ale o metodu využívanou v mnohých imunologických a cytologických vědeckých výzkumech. Na této úrovni je komerčně dostupná.